# 彭飛鴻
彭庆钟，榜名彭飛鸿，字夔卿，号逵青、錫之，又号黃花老圃，江西吉安府庐陵县人，清朝政治人物。

## 生平
道光二十年庚子科二甲进士出身。后任翰林院编修，于咸丰二年掌山东道监察御史，巡视山东城。同治二年任湖南长沙府知府并署理湖南盐法道。